# Aldo Gamba
Aldo Gustavo Gemino Gamba (Acqualagna, 5 marzo 1881 – ... scomparso l’11 agosto 1944) è stato uno scultore italiano.

## Biografia
Nato da famiglia di artigiani e dotato di un naturale talento per la modellazione, ebbe la sua prima formazione artistica nella bottega dello scultore concittadino Antonio Conti.  Fu poi allievo dell'Istituto di Belle Arti ad Urbino, sotto la guida del perugino Giuseppe Frenguelli e poi del napoletano Luigi De Luca. Si perfezionò a Napoli con Achille D'Orsi e a Roma.
Dotato di notevoli qualità espressive e di un vivo desiderio di farsi apprezzare dal pubblico, prese parte a numerosi concorsi nazionali, senza tuttavia ottenere il successo sperato, che invece gli giungerà con la vittoria nel 1919 nel concorso internazionale per il monumento all'Avana in onore di Màximo Gòmez y Bàez, eroe dell'indipendenza cubana. Oltre ad essere scultore, fu anche architetto: visse molti anni in Sud America dove realizzò più di 200 opere.

### Sparizione
Gamba sparì l'11 agosto 1944, quando si allontanò da casa diretto ad Acqualagna. Da alcune indagini condotte nel 1998 dal programma televisivo Chi l'ha visto, sembra che lo scultore arrivò ad Acqualagna. L'ipotesi è che fu catturato da soldati tedeschi, torturato e ucciso. Alcuni all'epoca identificarono un cadavere ritrovato in un fiume come quello di Gamba ma non riferirono nulla ai familiari.

## Esposizioni
- 1910 - Esposizione internazionale di Roma (Miserie di donna).[4]

## Opere principali
- Donna dal fascio, bronzo (1910 ca.)
- Monumento a Màximo Gòmez y Bàez, 1919 - 1935, L'Avana
- Decorazioni plastiche, teatro di Acqualagna (opere perdute).